# Blaues Schwalbenschwänzchen
Das Blaue Schwalbenschwänzchen (Azurina cyanea, Synonym: Chromis cyanea) ist eine Riffbarschart aus dem tropischen, westlichen Atlantik. Sein genaues Verbreitungsgebiet reicht von Bermuda über die Bahamas und dem südlichen Florida über die ganze Karibik, den Golf von Mexiko bis zu den Antillen.

## Merkmale
Das Blaue Schwalbenschwänzchen wird zehn Zentimeter lang. Die Länge beträgt das 2,3 bis 3fache der Körperhöhe. Es ist leuchtend metallischblau gefärbt, die Unterseite ist etwas heller. Der hartstrahlige Teil der Rückenflosse und der Afterflosse, die tief eingeschnittene Schwanzflosse und der Schwanzflossenstiel werden von schwarzen Bändern begrenzt. In seinem Lebensraum ist es der einzige so auffällig gefärbte Fisch und unverwechselbar.
Die Rückenflosse hat zwölf Hart- und zwölf Weichstrahlen, die Afterflosse zwei Hart- und zwölf Weichstrahlen. Die Brustflossen werden von 16 bis 18 Flossenstrahlen gestützt. Auf dem ersten Kiemenbogen befinden sich 28 bis 30 Kiemenreusenfortsätze. Die Seitenlinie wird von 16 bis 18 Schuppen begleitet.

## Lebensweise
Das Blaue Schwalbenschwänzchen lebt über tiefen Außenriffen und ernährt sich von Zooplankton, vor allem von Copepoden. Sein Lebensraum reicht von Tiefen von 3 bis 55 Metern. Es hält sich aber nur in flachen Wasserschichten auf, wenn der Korallenbewuchs bis an die Wasseroberfläche reicht. Oft bildet es gemischte Schwärme mit dem Kreolenlippfisch. Bei Gefahr flüchten die Fische in das Korallendickicht. Wie alle Riffbarsche ist es ein Substratlaicher, die Larven leben pelagisch.